# Cziflik (gmina Sztip)
Cziflik (mac. Чифлик) – wieś w gminie miejskiej Sztip w środkowej Macedonii Północnej.

## Demografia
Według spisu ludności z 2002 we wsi Cziflik mieszkało 7 mieszkańców.

### Rasy i pochodzenie
Według wyżej wspomnianych danych we wsi Cziflik mieszkało 7 Macedończyków.